# Ла Фениче (опера)
Ла Фениче (итал. La Fenice) — опера-буфф финского композитора Киммо Хакола на либретто Юхи-Пекки Хотинена.
Перевод либретто на итальянский язык осуществил Никола Райно (Nicola Rainò).
Мировая премьера оперы состоялась 10 июля 2012 года на международном оперном фестивале в Савонлинна. Постановку осуществил Вилппу Кильюнен (ранее поставивший в Олавинлинна две мировые премьеры: «Фауст» (1999) и «Всадник» (2005)). Сценография осуществлена Киммо Вискари, художник по костюмам — Пийа Ринне, художник по свету — Илкка Палониеми.
Среди солистов на мировой премьере: Туйя Книхтиля, Томми Хакала, а также Юха Котилайнен, Йоханн Тилли, Сиркка Лампимяки.

## Сюжет
Сюжет разворачивается в легендарнейшем оперном доме Европы — театре Ла Фениче в Венеции, где пятнадцать лет тому назад случился трагический пожар.